# Хармотто, Криста
Криста Динн Хармотто-Дитцен (англ. Christa Deanne Harmotto-Dietzen, род. 12 октября 1986 года, Севикли, округ Аллегейни, штат Пенсильвания, США) — американская волейболистка, центральная блокирующая. Серебряный (2012) и бронзовый (2016) призёр Олимпийских игр, чемпионка мира 2014.

## Биография
Родилась в городе Севикли штата Пенсильвания в семье Роберта и Конни Хармотто. У неё есть два младших брата. Начала заниматься волейболом в школе «Хоупвелл» города Алекиппа (штат Пенсильвания), где выступала за волейбольную и баскетбольную команды. В 2005 году поступила в Университет штата Пенсильвания, с волейбольной командой которого дважды становилась чемпионкой Национальной ассоциации студенческого спорта (англ. National Collegiate Athletic Association, сокр. NCAA).
С 2009 года выступала в Китае, Италии и Турции. В 2016 году в составе «Фенербахче» выиграла «бронзу» Лиги чемпионов ЕКВ и «серебро» чемпионата Турции.
В 2004—2005 годах играла за молодёжную сборную США, став с ней победителем молодёжного чемпионата NORCECA и участницей чемпионата мира среди молодёжных команд. В 2009—2016 выступала за национальную сборную США, в составе которой в 2012 году выиграла «серебро», а в 2016 — «бронзу» Олимпийских игр, в 2014 стала чемпионкой мира, становилась победителем и призёром других международных соревнований мирового и континентального уровня. С 2014 являлась капитаном сборной. После Олимпиады-2016 завершила игровую карьеру.

### Клубная карьера
- 2005—2008 —  Университет штата Пенсильвания;
- 2009—2010 —  «Гуандун Эвергрэнд» (Шэньчжэнь);
- 2010—2013 —  «Универсал» (Модена);
- 2013—2014 —  «Эджзаджибаши» (Стамбул);
- 2014—2015 —  «Нордмекканика-Ребекки» (Пьяченца);
- 2015—2016 —  «Фенербахче» (Стамбул).

## Достижения

### Со сборными США
- серебряный (2012) и бронзовый (2016) призёр Олимпийских игр.
- чемпионка мира 2014.
- бронзовый призёр Кубка мира 2015.
- серебряный призёр Всемирного Кубка чемпионов 2013.
- 3-кратный победитель Мирового Гран-При — 2010, 2012, 2015;
  - серебряный призёр Мирового Гран-При 2016.
- чемпионка NORCECA 2013.
- двукратный бронзовый призёр Панамериканского Кубка — 2010, 2011.
- серебряный призёр Кубка «Финал четырёх» NORCECA 2009.
- чемпионка NORCECA среди молодёжных команд 2004.

### С клубами
- двукратная чемпионка Национальной ассоциации студенческого спорта (NCAA) — 2007, 2008.
- серебряный (2016) и бронзовый (2014) призёр чемпионатов Турции.
- бронзовый призёр чемпионата Италии 2015.
- обладатель Суперкубка Италии 2014.
- обладатель Суперкубка Турции 2015.
- бронзовый призёр Лиги чемпионов ЕКВ 2016.

### Индивидуальные
- 2007: лучшая центральная блокирующая чемпионата NCAA.
- 2009: лучшая блокирующая Кубка «Финал четырёх» NORCECA.
- 2014: лучшая центральная блокирующая (одна из двух) чемпионата Турции.
- 2015: лучшая центральная блокирующая (одна из двух) Мирового Гран-при.

## Личная жизнь
28 июня 2014 года Криста Хармотто вышла замуж за аналитика по недвижимости Дерека Дитцена и стала носить двойную фамилию Хармотто-Дитцен.